# Adílson Batista
Adílson Batista (* 16. březen 1968, Curitiba) je bývalý brazilský fotbalista.

## Reprezentační kariéra
Adílson Batista odehrál za brazilský národní tým v letech 1990–1991 celkem 4 reprezentační utkání.

## Statistiky
| Brazílie | Brazílie | Brazílie |
| Roky     | Záp.     | Góly     |
| -------- | -------- | -------- |
| 1990     | 3        | 0        |
| 1991     | 1        | 0        |
| Celkem   | 4        | 0        |